# Symbrenthia hypselis
Espèce
Symbrenthia hypselis, le Bouffon de l'Himalaya, est une espèce d'insectes lépidoptères de la famille des Nymphalidae, de la sous-famille des Nymphalinae, de la tribu des Nymphalini et du genre Symbrenthia.
On trouve ce papillon dans les forêts d'Asie du Sud et d'Asie du Sud-Est jusqu'à l'île de Java.

## Description

### Papillon
L'imago de Symbrenthia hypselis est un papillon de 4 à 5 cm d'envergure.

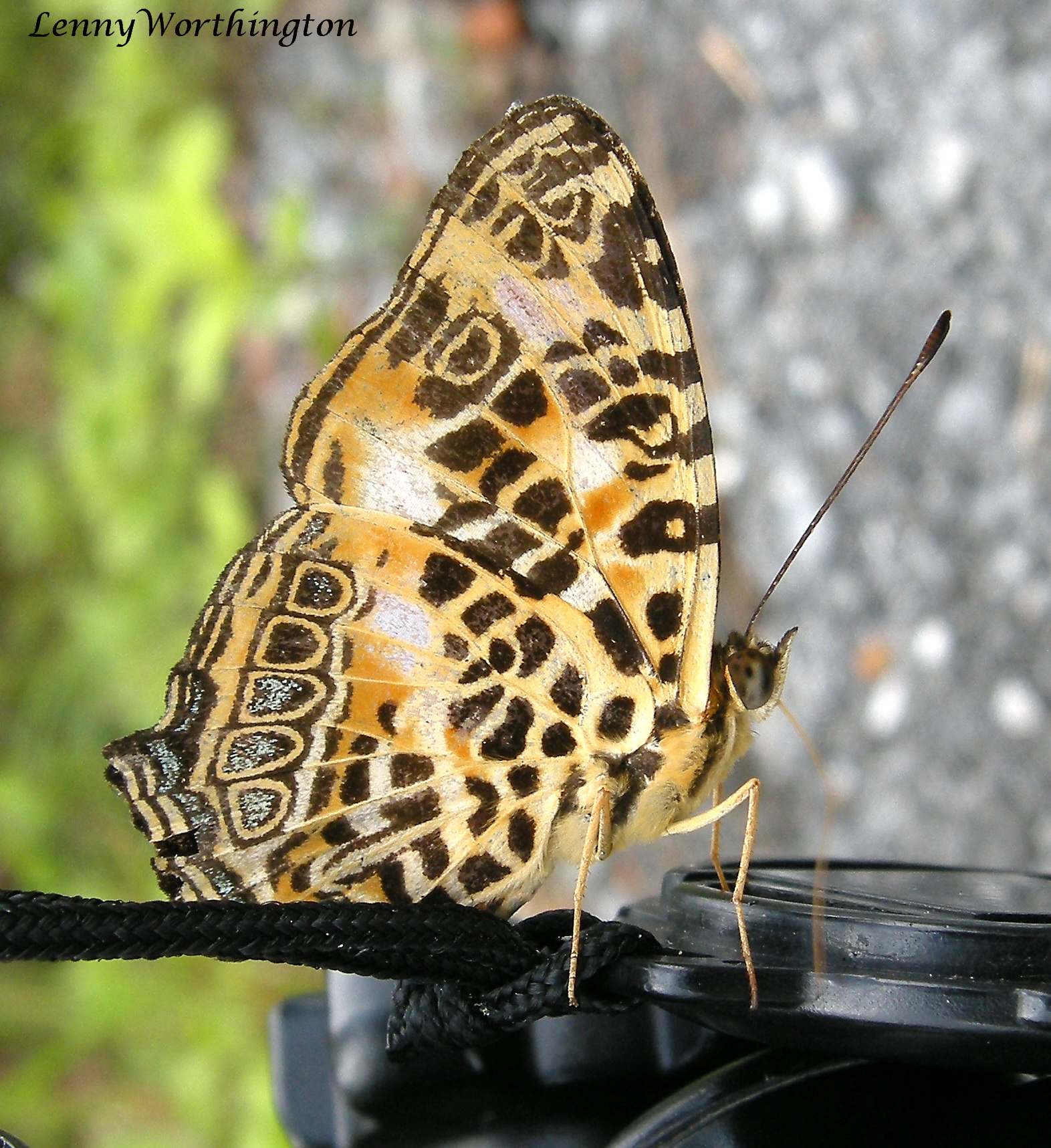
Bouffon de l'Himalaya, parc national de Khao Yai, Thaïlande

Ses ailes sont sur le dessus rayées de noir et d'orange. Le revers des ailes est orné de taches quadrangulaires brun chocolat sur fond blanc.

### Chenille
La chenille est brun foncé et a des épines branchues noirâtres. Elle se nourrit des "orties" Girardinia heterophylla ou Debregeasia entre autres.